# Larenz Tate
Larenz Tate (* 8. September 1975 in Chicago) ist ein US-amerikanischer Schauspieler.

## Leben und Leistungen
Larenz Tate wuchs als jüngster von drei Brüdern auf; seine älteren Brüder sind ebenfalls Schauspieler. Die Familie zog nach Bell Gardens in Kalifornien, wo Tate und seine Brüder am Inner City Cultural Center Schauspielkunst lernten.
Der Schauspieler debütierte in einer Folge der Fernsehserie Unbekannte Dimensionen (The Twilight Zone) aus dem Jahr 1985. Im Fernsehdrama The Women of Brewster Place (1989) trat er an der Seite von Oprah Winfrey in einer kleinen Nebenrolle auf. Für seine Auftritte in den Fernsehserien wurde er in den Jahren 1992 und 1993 für den Young Artist Award nominiert.
Seine wohl bekannteste Rolle war die des "O-Dog" aus dem Film Menace II Society aus dem Jahre 1993.
Im Filmdrama Love Jones (1997) übernahm er die Hauptrolle, für die er im Jahr 1998 für den Image Award und für den Black Film Award nominiert wurde. In der Filmbiografie Why Do Fools Fall in Love – Die Wurzeln des Rock’n’Roll (1998) verkörperte er den Musiker Frankie Lymon, um dessen Erbe dessen Frauen Zola Taylor (Halle Berry), Elizabeth Waters (Vivica A. Fox) und Emira Eagle (Lela Rochon) streiten.
Als Ensemblemitglied des Filmdramas L.A. Crash (2004) wurde Tate 2005 für den Gotham Award nominiert und 2006 mit dem Screen Actors Guild Award sowie dem Black Reel Award ausgezeichnet. Außerdem wurde er 2006 für den Image Award nominiert. Für seine Rolle in der Filmbiografie Ray (2004) wurde er 2005 – gemeinsam mit Jamie Foxx, Regina King, Kerry Washington und den anderen Ensemblemitgliedern – für den Screen Actors Guild Award nominiert.
2018 wurde er in die Academy of Motion Picture Arts and Sciences berufen, die jährlich die Oscars vergibt.
Tate ist seit 2006 mit der Schauspielerin und Tänzerin Tomasina Parrott (* 3. Januar 1977) verheiratet und hat mit ihr vier Kinder. Parrott hatte unter dem Pseudonym „Geneva“ in den Jahren 2000 und 2001 mit Prince zusammengearbeitet.

## Filmografie (Auswahl)
- 1989: Wolf (Fernsehserie Episode 7): Schatten der Vergangenheit
- 1989: The Women of Brewster Place
- 1993: Menace II Society
- 1995: Dead Presidents
- 1997: Love Jones
- 1997: Postman
- 1998: Why Do Fools Fall in Love – Die Wurzeln des Rock’n’Roll (Why Do Fools Fall in Love)
- 2003: Biker Boyz
- 2003: Extreme Rage (A Man Apart)
- 2004: L.A. Crash (Crash)
- 2004: Ray
- 2006: Waist Deep
- 2007–2011: Rescue Me (Fernsehserie)
- 2011: Justified (Fernsehserie, Staffel 2, Episode 4): For Blood or Money
- 2014: Rush (Fernsehserie)
- 2016: Game of Silence (Fernsehserie, 10 Episoden)
- 2017–2020: Power (Fernsehserie)
- 2017: Girls Trip

## Auszeichnungen
- 1999: Acapulco Black Film Festival: Bester Schauspieler für Why Do Fools Fall in Love – Die Wurzeln des Rock’n’Roll
- 2006: Black Reel Award: Bestes Ensemble für L.A. Crash
- 2006: Broadcast Film Critics Association Awards: Bestes Schauspielensemble für L.A. Crash